# Porzia (moglie di Bruto)
(Valerio Massimo, Factorum et dictorum memorabilium libri IX)
Porcia, conosciuta in italiano anche come Porzia (circa 70 a.C. – 42 a.C.), è stata una nobildonna romana, figlia di Catone l'Uticense e della sua prima moglie Atilia.
Sposò in prime nozze Marco Calpurnio Bibulo (un alleato politico del padre) e successivamente Marco Giunio Bruto, suo cugino primo.
Secondo Plutarco, si procurò una profonda ferita alla gamba per convincere Bruto a renderla partecipe dei piani per uccidere Cesare.
Si suicidò prima della morte di Bruto alla battaglia di Filippi, si dice inghiottendo un carbone acceso.
Si sa che lei e Bruto ebbero un figlio, che tuttavia morì ancora infante nel 43 a.C..

## Biografia

### Giovinezza

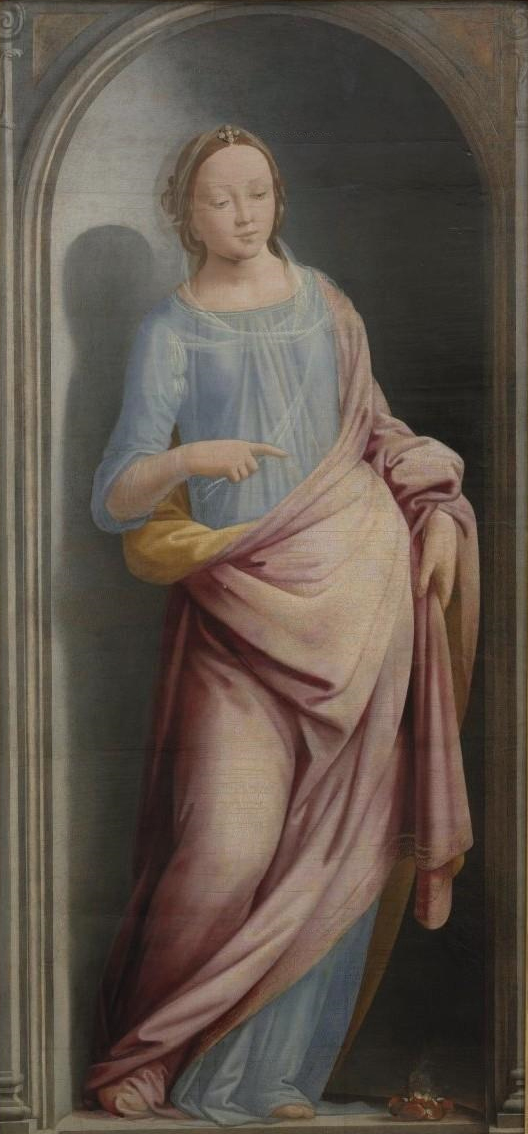
Porzia, olio su tavola di Fra Bartolomeo (1490-95)

Quando era ancora bambina, i suoi genitori si separarono a causa dell'adulterio.
Era nota per avere un carattere molto amorevole, generoso verso gli altri e filantropo. Aveva inoltre un vivo interesse per la filosofia, essendo infatti vicina allo Stoicismo; tanto che Plutarco scrive di lei come "molto dedita alla filosofia" e ne loda "la sobrietà e grandezza d'animo". Era molto coraggiosa e sostenitrice delle idee politiche del padre: la studiosa Judith Hallet l'ha definita "la più impegnata nella causa del padre tra i membri della famiglia di Catone il Giovane".
Porcia fu la prima a sposare Marco Calpurnio Bibulo, politico alleato di Cesare. Si ritiene che Porcia e Bibulo abbiano avuto un figlio, Lucio Calpurnio Bibulo; ma si ritiene che, essendo Porcia ancora piuttosto giovane per essere madre (ella aveva quasi 18 anni all'epoca), egli fosse un figliastro, figlio biologico solo di Bibulo, acquisito dalla donna in seguito al matrimonio. Alcuni anni dopo, Quinto Ortensio Ortalo chiese a Porcia di sposarlo, ma ella rifiutò, forse per via dell'età notevolmente più avanzata dell'uomo rispetto a lei.
Nel 48 a.C. Porcia affrontò due gravi lutti: la morte di suo marito Bibulo, causata da una malattia, in Epiro; e il celebre decesso a Utica di suo padre Catone, che commise il suicidio dopo essere stato sconfitto alla battaglia di Farsalo.

### Matrimonio con Bruto

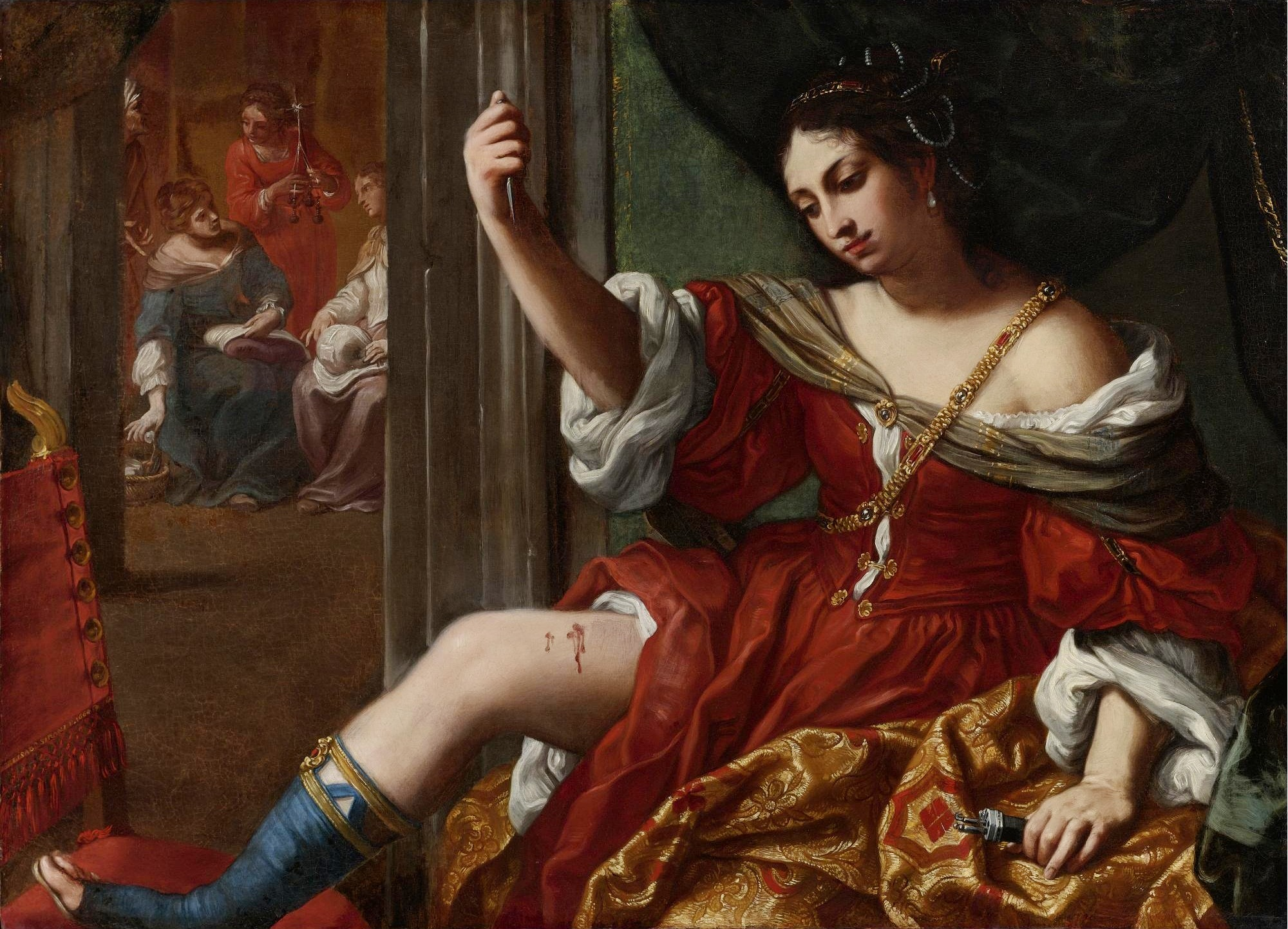
Porzia che si ferisce alla coscia, dipinto di Elisabetta Sirani (1664)

Dopo la morte del padre di Porcia nel luglio 45 a.C., il 24enne Marco Bruto, cugino primo della ragazza, divorziò dalla prima moglie Claudia e sposò la poco più che ventenne Porcia. Molti non videro bene il divorzio, ma il partito di Pompeo lo accettò senza problemi. Inoltre, Porcia era molto innamorata di Bruto, ricambiata: infatti, nonostante la parentela che li legava, il matrimonio tra i due si rivelò felice e pieno di amore.
I due sposi ebbero un figlio, che tuttavia morì quando era ancora piccolo, nel 43 a.C.. Nello stesso anno, si presume successivamente alla morte del figlioletto, Bruto decise di attaccare Cesare. Plutarco ci tramanda che Porcia si fosse svolta una ferita alla coscia in preparazione alla tortura, per provare che sarebbe stata pronta a soffrire senza timore. A causa della ferita, soffrì di forti dolori, febbre e brividi, fatto che spaventò molto Bruto, preoccupato che la moglie morisse.
Quando Porcia raccontò al marito della ferita, l'uomo decise che non le avrebbe nascosto nulla, perché vide la forza d'animo e la lealtà della consorte.
Alla notizia della morte di Bruto, suicida dopo la sconfitta del 42 a.C., anche Porzia si tolse la vita.

## Nella cultura successiva
Nel corso dei secoli Porzia fu un soggetto ampiamente ripreso dalla letteratura e dalle arti figurative nel mondo.
Nel suo capolavoro, la Divina Commedia, Dante Alighieri inserisce Porzia accanto a suo padre Catone l'Uticense sulla spiaggia del Purgatorio, di cui Catone è il guardiano.
Fin dall'arte del Medioevo il personaggio affascinante e rivoluzionario di Porcia, ritratta sia da sola, sia in coppia assieme allo sposo Bruto. Ne è un esempio la tavola di Ercole de' Roberti Bruto e Porcia, datato al 1486 circa, oppure l'olio su tavola Porzia, realizzato da Fra Bartolomeo nel 1495.
Nella sua celebre tragedia di ambientazione classica Giulio Cesare, William Shakespeare ritrae Porcia (nell'opera denominata col nome Portia) come una donna dalla tempra forte e astuta, che si uccide inghiottendo del fuoco davanti alla curia del senato, terrorizzato. Shakespeare riprende il nome di Porzia anche in un personaggio di un altro suo dramma, Il mercante di Venezia, sebbene non vi sia alcun altro legame tra le due.